# Erythrochiton brasiliensis
Erythrochiton gymnanthus es una especie de arbusto perteneciente a la familia de las rutáceas. Se encuentra en Sudamérica, en Brasil en la Amazonia y la Mata Atlántica.

## Taxonomía
Erythrochiton brasiliensis fue descrita  por  Nees & Mart.  y publicado en Nova Acta Physico-medica Academiae Caesareae Leopoldino-Carolinae Naturae Curiosorum Exhibentia Ephemerides sive Observationes Historias et Experimenta 11: 166–167, t. 22, en el año 1823.
Sinonimia
- Pentamorpha graveolens Scheidw.[2]